# حسن عامر (شاعر)
حسن عامر (ولد في 1 أكتوبر 1988) شاعر مصري، حصل على جائزة الدولة التشجيعية في شعر الفصحي، وجائزة كتارا لشاعر الرسول، كما حصل على المركز الثالث في مسابقة أمير الشعراء سنة 2017.

## سيرة موجزة
ولد حسن عامر في 1 أكتوبر 1988 بقرية الحميدات شرق التابعة لمركز إسنا جنوبي محافظة الأقصر. بدأ شغفه بالشعر في سن مبكرة، وكان أثناء دراسته الجامعية من الأعضاء المؤسسين لنادي الأدب والفكر. حصل على درجة الليسانس في اللغة الإنجليزية من كلية الآداب بجامعة جنوب الوادي في قنا سنة 2012، ويشغل الآن منصب منسق عام الأنشطة في بيت الشعر بالأقصر.

## مؤلفاته
- بياض ملائم للنزيف (مجموعة شعرية، 2014)[4]
- وهكذا أطلعكم عليّ (مجموعة شعرية، 2014)[4]
- أكتب بالدم الأسود (مجموعة شعرية، دار بردية للنشر والتوزيع، 2017)[7]
- قيلولة الراعي (مجموعة شعرية، الهيئة المصرية العامة للكتاب، 2020)[4][8]
- كالذي جرّب الطريق (مجموعة شعرية، دار فهرس للنشر والتوزيع، 2021)[8][9]

كما نُشرت قصائده في عدد من الدوريات المصرية والعربية، أبرزها مجلة الإذاعة والتليفزيون (مصر) ومجلة شاعر المليون ومجلة القوافي (الإمارات) وجريدة أخبار الأدب (مصر) ومجلة البيان (الكويت) وجريدة القبس (الكويت)، وشارك في مهرجان الشارقة للشعر العربي، وأيام الدوسن للإبداع الشعري (الجزائر) ومهرجان «كلام للشباب» بالمركز الثقافي الإيطالي بالقاهرة.

## جوائز
- المركز الأول على مستوى الجامعات المصرية في مجال الشعر بمسابقة إبداع (وزارة التعليم العالي المصرية، 2012).[4][5]
- كُرِّم في ملتقى الشباب العربي بالشارقة (2014)[4][5]
- جائزة بيت الشعر (بيت الست وسيلة) بالقاهرة، عن ديوان «أكتب بالدم الأسود» (2015).[4][6]
- شارك في الموسم السابع لمسابقة أمير الشعراء سنة 2017 وحصل على المركز الثالث.[10]
- جائزة كتارا لشاعر الرسول (المركز الثاني، فئة الشعر الفصيح)،[11] عن قصيدته «لأن يديك الضفّتان» (2019)[12]
- جائزة الدولة التشجيعية في شعر الفصحى، عن ديوانه «كالذي جرّب الطريق» (المجلس الأعلى للثقافة، مصر، 2022)[5][13]

## وصلات خارجية
- صفحة الشاعر على موقع القصيدة.كوم.